# Christian Martin Schäfer
Christian Martin Schäfer (* 3. Juni 1980 in Zürich) ist ein Schweizer Schauspieler.

## Leben
Christian Martin Schäfer gab bereits in der Schule als Berufswunsch Schauspieler an. Er stammt ursprünglich aus der Schweiz, wuchs in dem kleinen Dorf Fällanden im Kanton Zürich auf, lebte und arbeitete als Werbetexter (Copywriter) in Zürich, bis er im Alter von knapp 30 Jahren seine Schweizer Heimat verließ, seinen Job zunächst aufgab und nach Deutschland ging.
Ab Ende 2009 nahm er Schauspielunterricht in Method Acting, Sprecherziehung, Stimmbildung, Kameraarbeit und Meisner-Technique bei verschiedenen Schauspieleinrichtungen in Berlin, u. a. im Acting Studio Berlin und bei der Schauspielschule „Die Tankstelle“. Schauspiel- und Improvisationstraining erhielt er außerdem in einer freien Theatergruppe. 2010 gastierte er am Theater am Neumarkt Zürich. 
Seit 2008 stand er regelmäßig vor der Kamera, zunächst in Kurzfilmen und bei Musikvideos. Seither arbeitet er in der Schweiz und in Deutschland als Schauspieler für Film und Fernsehen. Seine erste handlungstragende Rolle verkörperte Christian Martin Schäfer in dem Spielfilm Drei Finnen (2014) des Autorenfilmers Nicolai Borger. In der SAT1-Fernsehserie Mila hatte er eine Nebenrolle. In dem Kinofilm Solness, einer modernen Adaption des Bühnenstücks Baumeister Solness, spielte er ebenfalls eine der Nebenrollen.
Im Mai 2017 war Schäfer in der ZDF-Fernsehreihe Inga Lindström in einer Hauptrolle zu sehen; in dem Film Kochbuch der Liebe spielte er die männliche Hauptrolle, den Innenarchitekten und Kochschüler Bille, der sich in die Food-Bloggerin und weibliche Hauptfigur Jule (Anna Hausburg) verliebt. In der 8. Staffel der ARD-Fernsehserie Familie Dr. Kleist (2018) hatte Schäfer eine der Episodenhauptrollen als Unternehmensberater und Verlobter einer HIV-positiven jungen Frau. 2018 spielte Schäfer die Hauptrolle des Kommissar Juric in dem gleichnamigen Schweizer Fernsehfilm Bernegger und Juric. Ebenfalls 2018 verkörperte er den querschnittgelähmten und im Rollstuhl lebenden Vater Linas in der 8-teiligen Mini-Serie Alles neu für Lina auf KiKA. In der 5. Staffel der ARD-Fernsehserie In aller Freundschaft – Die jungen Ärzte (2019) übernahm Schäfer eine Episodenhauptrolle als Berliner Unfallchirurg Dr. Noah Mattes und Freund der Serienhauptfigur Dr. Theresa Koshka (Katharina Nesytowa). In der 6. Staffel war Schäfer von April 2020 bis September 2020 in seiner Rolle als Unfallchirurg Dr. Noah Mattes in einer durchgehenden Serienrolle zu sehen.
Christian Martin Schäfer arbeitet neben der Schauspielerei als Freelance Copywriter für deutsche und Schweizer Agenturen. 2013 gründete er gemeinsam mit zwei Partnern eine Filmproduktionsfirma, bei der er neben seiner Arbeit als Produzent auch als Regisseur und Editor tätig ist. Schäfer ist Mitglied im Schweizer Berufsverband der professionellen Filmschaffenden (Schweizer Syndikat Film und Video). 
Als Hobby betreibt er Schach-Boxen, eine Mischung aus Boxsport und Schachspiel. Schäfer lebt in Berlin.

## Filmografie (Auswahl)
- 2009: Zickenalarm (Fernsehfilm)
- 2010: Der letzte Weynfeldt (Fernsehfilm)
- 2010: Dürä..! (Kurzfilm)
- 2012: Ohle – Leben und Zubehör (Kurzfilm)
- 2012: Teilhard (Kurzfilm)
- 2013: Joel & Jeanne (Kurzfilm)
- 2014: Griff nach der Weltherrschaft (Doku-Mehrteiler, arte/ZDF)
- 2014: Drei Finnen (Kinofilm)
- 2015: Mila (Fernsehserie)
- 2015: 600 PS für zwei (Fernsehfilm)
- 2015: Solness (Kinofilm)
- 2016: Train Station
- 2017: Inga Lindström: Kochbuch der Liebe (Fernsehreihe)
- 2018: Alles neu für Lina (Fernsehserie, sieben Folgen)
- 2018: Bernegger und Juric (Fernsehfilm)
- 2018: Familie Dr. Kleist: Schweigen ist Blech (Fernsehserie, eine Folge)
- 2019–2020: In aller Freundschaft – Die jungen Ärzte (Fernsehserie, 10 Folgen)
- 2023: Gute Zeiten, schlechte Zeiten (Fernsehserie)